# Crisis Core: Final Fantasy VII
Crisis Core: Final Fantasy VII es un videojuego de rol de acción desarrollado y publicado por Square Enix para PlayStation Portable. Lanzado por primera vez en 2007, se trata de una precuela del juego de 1997 Final Fantasy VII y es parte del proyecto “Compilation of Final Fantasy VII” cuyo objetivo es ampliar y completar la historia de Final Fantasy VII y que incluye otros productos relacionados con el juego original.
El juego se centra principalmente en Zack Fair, un joven miembro de la organización paramilitar SOLDADO, a quien se le asigna buscar al SOLDADO desaparecido Genesis Rhapsodos. Mientras busca a Génesis, Zack descubre su origen, el Proyecto G, y cómo se relaciona con otros dos SOLDADOS de alto rango, Sefirot y Angeal Hewley. La historia del juego lleva al jugador desde la guerra entre la megacorporación Shinra y la gente de Wutai hasta los eventos en Nibelheim, terminando justo antes del comienzo de Final Fantasy VII.
El juego fue dirigido por Hajime Tabata, con Tetsuya Nomura como diseñador de personajes. Antes del desarrollo, el personal de Square Enix inicialmente planeó hacer una versión para PlayStation Portable del juego para móviles Before Crisis: Final Fantasy VII, pero después de una discusión, decidieron crear un juego totalmente nuevo. La trama se basa en un escenario que Kazushige Nojima, el escritor del juego, tenía en mente cuando trabajaba en Final Fantasy VII. Crisis Core tuvo muy buenas ventas, vendiendo más de tres millones de unidades en todo el mundo y la recepción de la crítica fue generalmente positiva.
Una remasterización del juego, Crisis Core: Final Fantasy VII Reunion, fue publicada el 13 de diciembre de 2022. La línea argumental del juego también será tratada y recreada en el futuro juego para dispositivos móviles Final Fantasy VII: Ever Crisis.

## Argumento
Crisis Core: Final Fantasy VII se ubica años antes del juego original, centrándose en la historia de Zack Fair. Zack es un SOLDADO de 2.ª clase quien tiene un único sueño: convertirse en el más grande héroe que el mundo haya imaginado. Para ello se alista en SOLDADO e, junto a su mentor Angeal Hewley, intenta cumplir su sueño realizando misiones con la compañía Shinra, en ese entonces dirigida por el director Lazard.
Zack es encargado junto a Angeal a atacar la ciudad occidental de Wutai, debido a que Wutai está en plena guerra con los Shinra. A pesar de que Zack derrota a las grandes armas Anti-Shinra que tenía Wutai, la compañía decide darle el protagonismo a Sefirot (en ese entonces inconsciente de su verdadero origen) quien también estaba presente en Wutai y patrullaba otro grupo. Sin embargo, Zack observa misteriosos individuos derrotados en Wutai y ,más adelante, Angeal desaparece sin dejar rastro. Con el objetivo de encontrar pistas sobre Angeal y Génesis Rhapsodos (otro miembro de SOLDADO desaparecido sin explicación), Zack se une con uno de los Turcos, Tseng, y ponen rumbo a Banora, la ciudad de origen de Angeal y Génesis. En esta ciudad, Zack se encuentra con los mismos individuos derrotados en Wutai y a Génesis. Este parece ser un individuo mutado debido al brote de unas alas, aunque Zack esté confundido y no sepa dar explicación de esto. Angeal también aparece en escena, pero no es el mismo de antes y no vuelve a las instalaciones de Shinra. Esta ciudad es posteriormente destruida a punta de misiles.
Debido a las buenas acciones que Zack realizó en Shinra, este es ascendido a SOLDADO de 1.ª clase pero no hay tiempo para celebrarlo debido a que las copias de Génesis atacan el edificio Shinra. Zack y Sefirot limpian el lugar y se dirigen al reactor de mako 5. Sefirot cuenta que él era el mejor amigo de Angeal y Génesis y siempre paraban juntos, aunque Génesis siempre le guardo rencor debido a la gran fuerza de Sefirot. Tras llegar al fondo se encuentran con el profesor Hollander. El científico está intrínsecamente unido a las acciones de Angeal y Génesis por lo que Zack lo persigue, pero es detenido por Angeal. Él pone a deslumbrar una enorme ala ya que se enteró de que es un experimento, parte del proyecto G en donde buscaban inyectar células de Jénova a otros humanos; el mismo efecto también surge con Génesis, aunque su cuerpo no logra tolerar las células y se va degradando cada vez más. Zack no logra entender esto y Angeal lo golpea, provocando que Zack caiga al vacío.
Zack despierta en la iglesia de los suburbios escuchando unos gritos de una chica, esta resulta ser Aeris Gainsborough. Para evitar las molestias, Zack la invita a una cita y le cuenta a Aeris un poco de su vida y sobre sus sueños, iniciando así su relación amorosa. Cuando Zack vuelve a la superficie, copias de Génesis lo atacan y tratan de detenerlo pero son derrotadas. Tras avanzar al edificio Shinra, Zack se encuentra con el profesor Hojo y trata de encontrar respuestas sobre Angeal. Este junto con Génesis aparecen en escena, pero Zack derrota a Génesis. Génesis busca el don de la diosa, algo que desconoce pero sabe que existe debido a los escritos en su libro favorito LOVELESS.
Zack, ya siendo novio de Aeris, va a visitarla a los suburbios, pero Tseng lo obliga a no ir (ya que los Turcos vigilan a Aeris por ser una de los Ancianos o Cetra). No obstante, le dice que vayan al pueblo de Modeheim ya que observaron pistas de Angeal. Durante la travesía a Modeheim, Zack entabla conversación con un guardia de infantería con quien se lleva muy bien. Este guardia resulta ser Cloud Strife, quien también le agrada la presencia de Zack y se vuelven mejores amigos. Tras llegar a Modeheim, Zack encuentra a Angeal, casi desgastado por las células de Jénova, y ataca a Zack. Tras haber derrotado a Angeal, Zack se entristece mucho y Angeal muere no sin darle antes a Zack la Buster Sword (Espada Mortal) dándole todos sus sueños y esperanzas a él.
Días después de estos incidentes, tropas de Génesis atacan Junon Alto y Zack, junto a dos miembros de los Turcos, Tseng y Cissnei, se dirigen a proteger la ciudad. Hollander también aparece aquí y es perseguido por Zack; pero no logra capturarlo, cosa que disgusta a Sefirot.
Zack convence a Aeris de tener un negocio de flores en los suburbios y en todo Midgar debido a que Aeris ama estas y quiere que la ciudad esté más animada. A Aeris le encanta la idea y se convierte en florista con la ayuda de Zack, quien se despide de ella ya que tendrá una misión en Nibelheim junto con Sefirot.
Zack, Sefirot y dos guardias (siendo uno de ellos Cloud) llegan a Nibelheim en donde deben investigar la zona y el reactor de mako del monte Nibel. La amiga de la infancia de Cloud, Tifa Lockhart, será la guía en el monte y entre todos se dirigen al reactor, sin embargo Cloud mantiene su identidad en secreto para que Tifa no lo vea. Acá Zack y Sefirot observan especímenes mutados con células de Jénova semejantes a monstruos, provocando que Sefirot dude sobre su origen comparándose con dichos monstruos. Confundido y sin respuestas, Sefirot se encierra en la mansión Shinra y empieza a leer todos los informes que pueda encontrar ahí. Al enterarse de su verdadero origen, Sefirot destruye Nibelheim incendiándola y se dirige al reactor del monte Nibel para liberar a Jénova quien yace cautiva en él. Zack y Tifa intentan detenerlo pero Sefirot asesina al padre de Tifa y la deja inconsciente. Zack no puede creer que Sefirot esté realizando todo esto y se enfrenta finalmente a él, aunque en vano ya que Sefirot es mucho más fuerte que él dejando a Zack muy herido. Es en ese momento en el que aparece Cloud y logra derrotar a Sefirot expulsándolo a la Corriente Vital del reactor, aunque Cloud resulta muy herido. Tras eso, el profesor Hojo coge a Zack y a Cloud y los utiliza como instrumentos de prueba para añadirles grandes dosis de energía mako.
Cuatro años después, Zack despierta y huye de Nibelheim junto con Cloud (quien debido a las gran dosis de mako apenas puede moverse o hablar). Estos deciden volver a Midgar ya que Zack desea proteger a Cloud y reencontrarse con Aeris, pero primero toman una pausa en el pueblo natal de Zack, Gongaga. A pesar de encontrarse con Cissnei, quien los deja escapar, Hollander aparece y se inyecta con las células de Jénova convirtiéndolo en un monstruo. Zack logra derrotarlo junto con el director Lazard (también infectado por las células y desaparecido hace cuatro años) y van en busca de Génesis al destruido Banora, quien dice haber encontrado el don de la diosa y se propone a convertirse en el gobernante supremo del planeta. Zack pone fin a un debilitado Génesis y, aunque este logra conocer a la diosa, su cuerpo no resiste a la situación y es casi engullido por la Corriente Vital dejándolo al borde de la muerte. Ya en la superficie, Lazard y Génesis mueren dejando una nota secreta en el libro de Génesis.
Zack y Cloud continúan hacia Midgar pero son emboscados por una gran cantidad de guardias de Shinra. Con el objetivo de proteger a Cloud, Zack se sacrifica y es asesinado por las tropas. Aeris siente la muerte de Zack al poder comunicarse con el planeta y esta llora su pérdida. Cloud, ya pudiendo moverse, llora por el estado de su mejor amigo y este, antes de morir, le entrega la Buster Sword (Espada Mortal) a Cloud prometiéndole que debe luchar por los dos. Cloud asiente y abandona el lugar muy triste en camino a Midgar. Zack finalmente expira su último aliento dándose cuenta de que, a pesar de no convertirse en un héroe para el mundo, se volvió en uno al proteger a los que más amaba.
El juego concluye con la escena inicial del juego original viéndose a Cloud como un SOLDADO de 1.ª clase y guardando la promesa eterna que le realizó a Zack.

## Personajes principales
- Zack Fair: Es el protagonista del juego. Simpático, extrovertido, divertido y muy seguro de sí mismo. Su sueño es llegar a ser un héroe, por tanto llegó a Midgar desde su tierra natal, Gongaga, para entrar en la organización de SOLDADO, donde consiguió ascender a SOLDADO de 1.ª clase. Se convierte en el mejor amigo de Cloud y también mantiene una especie de relación amorosa con Aeris. Es el discípulo de Angeal, del que más tarde heredará su Espada mortal (Buster Sword) y siente gran admiración por Sefirot, llegando incluso a hacer algunas misiones con él. Murió a manos de Shin-Ra defendiendo su libertad y la de Cloud cuando ambos escapaban del laboratorio genético de Hojo en el que estuvieron encerrados.
- Cloud Strife: Llegó a Midgar desde su tierra natal, Nibelheim, con la intención de entrar en SOLDADO, aunque solo llegó a convertirse en miembro de infantería debido a sus pocas aptitudes. Es ahí donde conoce a Zack y ambos llegan a convertirse en mejores amigos. Tras el incidente en el reactor del Monte Nibelheim, él y Zack se pasan cuatro años siendo especímenes de laboratorio del Dr. Hojo, siendo expuestos a grandes cantidades de energía Mako, por lo que Cloud, mucho más débil que Zack, pierde la mayoría de sus recuerdos.
- Sefirot: Considerado un héroe y el mejor SOLDADO de 1.ª clase. Durante la historia, él, Zack, Cloud y otro SOLDADO son mandados a Nibelheim en una misión de investigación. Sefirot descubre que forma parte del Proyecto Jénova, por tanto es el producto de un experimento a partir de las células de Jénova, un organismo proveniente del espacio que llegó al mundo hace miles de años. Esta información le hace perder la cordura totalmente, se aísla y empieza a luchar contra Shin-Ra para devolver a Jénova, su "madre", el mundo que le pertenece. En el reactor del monte Nibelheim, Sefirot mantiene una pelea con Zack, aunque posteriormente es Cloud quien le derrotara lanzándolo a la Corriente vital.
- Angeal Hewley: Nació en Banora. SOLDADO de 1.ª clase y mentor de Zack, que deserta de SOLDADO en medio de una misión en Wutai tras enterarse de que él también es un monstruo creado por el Proyecto G. Tiene un fuerte concepto de los sueños y el honor, y es el dueño original de la Espada mortal (Buster Sword). Tras una serie de incidentes, Zack se ve obligado a derrotarle, y antes de morir, le entrega su espada, la cual posteriormente Zack se la entregará a Cloud, también en el momento de su muerte.
- Génesis Rhapsodos:  Nació en Banora, criándose así con Angeal Hewley. SOLDADO 1.º clase hasta que deserta en medio de una misión en Wutai tras llevarse consigo a varios 2.º y 3.º clase. Era uno de los mejores amigos de Sefirot junto con Angeal, pero sintiendo al mismo tiempo cierta rivalidad competitiva. Siente verdadera pasión por la literatura, sobre todo por un antiguo poema épico llamado LOVELESS, con el cual afirma poder ver el futuro.
- Aeris Gainsborough: Es una joven de 17 años que cultiva flores en una iglesia de los suburbios en el Sector 5. Aeris desciende de la raza de los ancianos, un pueblo al que se le atribuye el poder de oír y hablar con el planeta. Posteriormente comienza a mantener una relación amorosa con Zack Fair.
- Profesor Hollander: Científico de Shinra que mantiene una gran rivalidad con Hojo. Fue el creador del Proyecto G pero luego deserta cuando Hojo ocupó el puesto de director del Departamento Científico. Realmente, es el padre de Angeal y por eso llamó a su proyecto, el Proyecto G, siendo la G de Gillian, el nombre de su esposa.
- Lazard Deusericus: Es el director de SOLDADO, es un hombre que prefiere la palabra a la espada porque no es bueno en el trabajo de campo. Dirige su departamento siempre fiel a la empresa y procura llevarse bien con todo el mundo. Después de que hubiera desaparecido misteriosamente, aparece convertido en un clon de Angeal para ayudar a Zack.
- Tseng: Es miembro de los Turcos, y aunque al principio parece no congeniar con Zack por no estar de acuerdo a que estuviera con Aeris, finalmente se hacen buenos amigos.
- Cissnei: Es la más joven de los Turcos, se crio en Shinra. Se hace muy buena amiga de Zack y acepta a ayudarle a pesar de que este se transforma en fugitivo. "Cissnei" no es su verdadero nombre pero no logra revelarle el verdadero a Zack porque este muere.
- Profesor Hojo: Es el científico más reputado de Shinra por su éxito en el Proyecto Jénova, logrando el puesto de jefe en el Departamento Científico de Shinra. Experimenta con humanos, y llega a usar a Zack y Cloud de especímenes para sus experimentos.

## Invocaciones
En Crisis Core Zack podrá utilizar cuatro de las invocaciones originales de Final Fantasy VII, y una nueva forma de Bahamut más poderosa, Bahamut Sumo, muy similar a la invocación Bahamut ZERO de FF7. Las invocaciones son:
- Ifrit "fuego infernal". Aparece y ataca con fuego (no elemental).
- Odín. Corta a sus enemigos.
- Bahamut. Ataque no elemental contra todos los enemigos.
- Fénix. Da autolázaro y ataca enemigos, no elemental.
- Bahamut Sumo. Ataque más poderoso, no elemental.

Además existen "invocaciones secretas", accesibles solo mediante el desarrollo de misiones alternas:
- Chocobo "Patada Chocobo". Zack y Chocobo lanzan un ataque, más nivel, más fuerza.
- Cait Sith "Estallido de coraje". Da estados beneficiosos a Zack: Inmunidad física, mágica, letal, escudo. (si la invocacián da como resultado un error, entonces lanzará un ataque que quitará 1 pto. de vida).
- Cactilio "Mil espinas". Un baile con el cactilio, a más nivel, mayor fuerza.
- Moguri "Poder Moguri". El moguri, coge las materias y las une en una (aumenta nivel de materia).
- Tomberi "Cuchilla asesina". El tomberi va a por Zack, se tropieza y clava la cuchilla a un enemigo.
- Tinaja Mágica "manos largas". Este ataque, a más nivel, más objetos, puedes sacar objetos de la tinaja.

## LOVELESS
LOVELESS (o "Sin amor", literalmente del inglés) es una obra teatral ficticia, utilizada como principal recurso en la trama del juego. Gran parte de los cantos que componen la obra aparecen citados numerosas veces por uno de los principales personajes, el antagonista Genesis Rhapsodos, quien está obsesionado con LOVELESS (como se ha dicho anteriormente). Hay dos versiones de LOVELESS, una teatral y otra poética. Además, al final de videojuego están dispersos los diferentes "cantos" de los que se compone la obra en forma de epitáfios en lápidas, dejando el 5.º canto sin mencionar, el cual narra finalmente Genesis en su última aparición.

## Primeros indicios del videojuego
Las primeras imágenes de Final Fantasy VII Crisis Core, se mostraron durante el E3 de Los Ángeles del año 2006.

## Línea argumental
Basado en la OVA Final Fantasy VII: Last Order, Crisis Core centra el protagonismo principal sobre el SOLDADO de primera clase Zack Fair. Entre otros muchos eventos representados en el juego están los siguientes:
- La amistad de Zack con Cloud, así como su relación con Sefirot.
- Algunos aspectos y secretos de la relación entre Zack y Aeris.
- La muerte de Zack que da inicio a Final Fantasy VII.

## Cast

### Versión en inglés
- Rick Gómez como Zack Fair.
- Andrea Bowen como Aeris Gainsborough.
- Steve Burton como Cloud Strife.
- Stefan Marks como Lazard.
- Ryun Yu como Tseng.
- Carrie Savage como Cissnei.
- Quinton Flynn como Reno.
- Crispin Freeman como Rude.
- Sterling Young como Hollander.
- Paul Eiding como Hōjō.
- Dave Boat como Weiss.
- Mike Rock como Nero.
- Takayo Fischer como Gillian Hewley.
- Josh Gilman como Angeal Hewley.
- George Newbern como Sefirot.
- Oliver Quinn como Genesis.

### Versión en japonés
- Kenichi Suzumura como Zack Fair.
- Takahiro Sakurai como Cloud Strife.
- Maaya Sakamoto como Aeris Gainsborough.
- Toshiyuki Morikawa como Sefirot.
- Ayumi Ito como Tifa Lockhart.
- Jun'ichi Suwabe como Tseng.
- Gackt como Genesis Rhapsodos.